# GLADIATOR 014 in OSAKA
GLADIATOR 014 in OSAKAは、日本の総合格闘技団体「GLADIATOR」の大会の一つ。
2021年6月27日、大阪府豊中市の176BOXで開催された。

## 大会概要
今大会は本戦全10試合が5分2Rに。プロモーターの櫻井雄一郎は「今回大会は戦績がそれほど多くない選手、いってみれば3年後、5年後を考えたマッチメイク」と語っている。一方、天草ストロンガー四郎と対戦予定であったDJ マルコは会場に姿を見せず、音信不通になり試合が不成立に終わるという残念な事態も発生した。

## 試合結果

### オープニングファイト
第1試合 ライト級 5分1R
○  西川直樹 vs.  誠人 ×
1R 1:47 リアネイキドチョーク
第2試合 フェザー級 5分1R
○  谷口武 vs.  岩丸ヒロシ ×
判定3-0

### 本戦
第1試合 ライト級 5分2R
－  宋鬼子 vs.  谷口軍曹 －
1R 0:50 ノーコンテスト
※ケージの扉が破損し、選手がリング外に転落したためノーコンテストに
第2試合 フェザー級 5分2R
○  延命そら vs.  木村総一郎 ×
判定3-0
第3試合 ウェルター級 5分2R
○  井上啓太 vs.  八木敬志 ×
1R 1:46 ヒールホールド
第4試合 バンタム級 5分2R
○  坪内一将 vs.  道端正司 ×
判定3-0
第5試合 ライト級 5分2R
○  チハヤフル・ズッキーニョス vs.  稲葉祥真 ×
1R 4:24 三角絞め
第6試合 フライ級 5分2R
○  木村旬志 vs.  N.O.V ×
1R 0:05 KO
第7試合 バンタム級 5分2R
○  井口翔太 vs.  丸山幹太 ×
判定3-0
第8試合 フェザー級 5分2R
○  上田祐起 vs.  ゆうと ×
判定3-0
第9試合 ライト級 5分2R
－  天草ストロンガー四郎 vs.  DJ マルコ －
試合不成立
※DJマルコが計量ならびに試合会場に現れず。主催者発表は『DJマルコの敵前逃亡で天草ストロンガー四郎の不戦勝』
第10試合 フェザー級 5分2R
○  土井”聖帝"潤 vs.  中村公彦 ×
2R 1:54 リアネイキドチョーク